# ريكي هنري
ريكي هنري (بالإنجليزية: Ricky Henry)‏ هو لاعب كرة قدم أمريكية أمريكي، ولد في 27 يوليو 1987 في أوماها في الولايات المتحدة.

## وصلات خارجية
- ريكي هنري على موقع مرجع كرة القدم المحترفة.كوم (الإنجليزية)